# Daniel Oppolzer
Daniel Oppolzer (* 28. Januar 1989 in Kaufbeuren) ist ein ehemaliger deutscher Eishockeyspieler, der viele Jahre beim ESV Kaufbeuren aus der DEL2 aktiv war. Zudem verbrachte er eine Saison bei den Iserlohn Roosters in der Deutschen Eishockey Liga (DEL).

## Karriere
Im Jahr 2004 gab Oppolzer sein Debüt in der Deutschen Nachwuchsliga für den SC Riessersee. Dort absolvierte er drei Spielzeiten und kam auch zu 17 Spielen in der ersten Mannschaft in der Oberliga. Zur Saison 2007/08 wechselte Oppolzer zurück zu seinem Heimatverein ESV Kaufbeuren, für den er sowohl in der Oberliga als auch der Junioren-Bundesliga spielte. Nach dem Aufstieg in die 2. Bundesliga wurde der Stürmer zum Leistungsträger der Mannschaft und gehörte zu den besten Scorern. Damit zog er das Interesse der Iserlohn Roosters aus der Deutschen Eishockey Liga auf sich, die ihn schon in den Jahren zuvor beobachtet hatten. Zur Saison 2010/11 erhielt Oppolzer einen Dreijahresvertrag bei den Sauerländern. Nach einem Jahr bei den Roosters, in dem er die Erwartungen nicht erfüllen konnte, wechselte er zurück in die zweite Spielklasse zu den Bietigheim Steelers. Im Juli 2012 wechselte er zum EC Bad Nauheim, mit dem er in der Saison 2012/13 Oberliga-Meister wurde und in die DEL2 aufstieg.
Im Januar 2015 wechselte er zurück zu seinem Heimatverein dem ESV Kaufbeuren. Im Sommer 2021 beendete er nach 505 Spielen für den ESVK seine Karriere.

## Erfolge und Auszeichnungen
- 2007 Aufstieg in die 2. Bundesliga mit dem SC Riessersee
- 2009 Aufstieg in die 2. Bundesliga mit dem ESV Kaufbeuren
- 2013 Oberliga-Meister und Aufstieg in die DEL2 mit dem EC Rote Teufel Bad Nauheim

## Karrierestatistik

### International
Vertrat Deutschland bei:
- World Junior A Challenge 2006
- World Junior A Challenge 2007
- World Junior A Challenge 2008

(Legende zur Spielerstatistik: Sp oder GP = absolvierte Spiele; T oder G = erzielte Tore; V oder A = erzielte Assists; Pkt oder Pts = erzielte Scorerpunkte; SM oder PIM = erhaltene Strafminuten; +/− = Plus/Minus-Bilanz; PP = erzielte Überzahltore; SH = erzielte Unterzahltore; GW = erzielte Siegtore; 1 Play-downs/Relegation; Kursiv: Statistik nicht vollständig)